# Nothroctenus spinulosus
Nothroctenus spinulosus là một loài nhện trong họ Ctenidae.
Loài này thuộc chi Nothroctenus. Nothroctenus spinulosus được Cândido Firmino de Mello-Leitão miêu tả năm 1929.